# Filifascigera
Filifascigera is een geslacht van mosdiertjes uit de familie van de Frondiporidae en de orde Cyclostomatida. De wetenschappelijke naam ervan werd in 1853 voor het eerst geldig gepubliceerd door Alcide d'Orbigny.

## Soorten
- Filifascigera brevicaudex Gordon & Taylor, 2010
- Filifascigera clarionensis Osburn, 1953
- Filifascigera fasciculata (Hincks, 1880)
- Filifascigera parvipora Canu & Bassler, 1929
- Filifascigera pluripora Canu & Bassler, 1929
- Filifascigera robusta Canu & Bassler, 1928